# Piston (Perkussionswaffe)

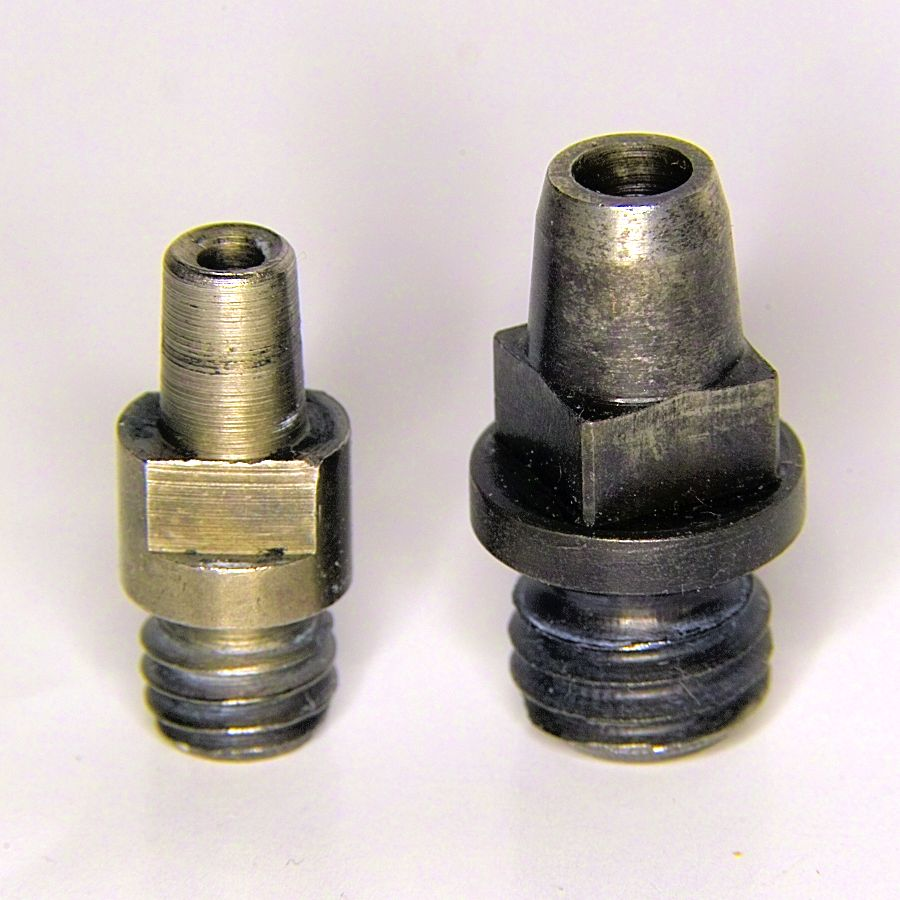
Pistons für Zündhütchen mit 4,5 mm und 6 mm Durchmesser

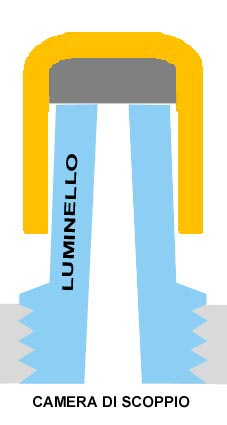
Schema Zündhütchen auf dem Piston

Ein Piston ist der Teil eines Perkussionsschlosses, auf den das Zündhütchen aufgesetzt wird. Das Piston ist hohl, und beim Abschlagen des Schlaghahns trifft dieser auf das Piston, wodurch das aufgesetzte Zündhütchen zündet. Der Zündstrahl wird durch einen Kanal zur Treibladung geleitet und entzündet diese. Die Zündung mittels Zündhütchen löste die Steinschloss-Zündung ab.
Pistons können zur Reinigung, aber auch zum Tausch leicht entfernt werden. Dazu gibt es eigene Schlüssel, die ein rasches Ein- bzw. Herausschrauben ermöglichen. Aufgrund der Abnutzung durch den Aufschlag des Hammers ist es notwendig, den Piston bei Bedarf zu tauschen. Pistons werden aus Stahl oder aus chemisch und thermisch belastbarerem Berylliumkupfer gefertigt.
Das Gewinde eines Pistons sollte stets mit einem Heißschrauben-Compound („Kupferpaste“) präpariert werden, um ein Festbrennen zu verhindern.